# Eva Sauer

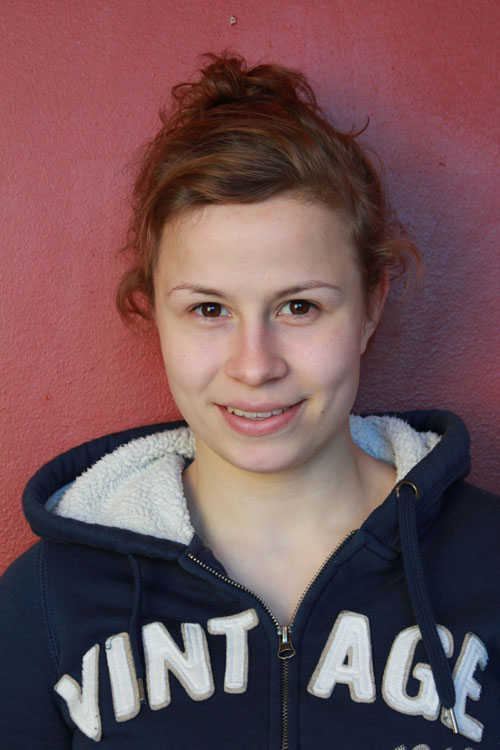
Eva Sauer (2012)

Eva Sauer (* 10. August 1995 in Waldaschaff) ist eine ehemalige deutsche Ringerin. Sie war Vizeweltmeisterin, zweimalige Europa- und siebenmalige Deutsche Meisterin.

## Leben
Eva Sauer begann schon sehr früh mit dem Ringen, ihr Vater sowie ihr Bruder sind ebenfalls in diesem Sport tätig. Anfangs wurde ihr der Sport spielerisch nahegebracht und in den darauffolgenden Jahren entwickelte sich Sauer zur erfolgreichen Ringerin.
Ihr erster größerer Erfolg war der Gewinn der deutschen Jugendmeisterschaft im Jahre 2007 in der Gewichtsklasse bis 31 kg Körpergewicht. 2009 belegte sie bei dieser Meisterschaft in der Gewichtsklasse bis 37 kg KG zum wiederholten Mal den ersten Platz. 2010 in der Gewichtsklasse bis 43 kg Körpergewicht, 2011 bis 46 kg Körpergewicht und 2012 bis 49 kg Körpergewicht ebenfalls.
Ihren ersten größeren Erfolg auf der internationalen Ringermatte feierte Eva Sauer im Jahre 2010, als sie bei der Junioren-Europameisterschaft (Cadets) in Sarajevo in der Gewichtsklasse bis 43 kg KG den ersten Platz belegte. 2011 konnte sie ebenfalls auf der Meisterschaft in der Gewichtsklasse bis 46 kg KG den ersten Platz erkämpfen.
Im Jahr 2012 startete Eva Sauer zum ersten Mal bei den Deutschen Meisterschaften der Frauen in der Gewichtsklasse bis 51 kg KG wo sie den dritten Platz belegte. Auch im Jahr 2012 wurde Eva Sauer zur Europameisterschaft der Kadetten nominiert. Außerdem startete Sauer auf der Junioren-Weltmeisterschaft in der Aserbaidschanischen Hauptstadt Baku, bei der sie den zweiten Platz erreichte und somit Vizeweltmeisterin wurde. Auch 2013 startete Eva Sauer an den Deutschen Meisterschaften der Frauen, wo sie den ersten Platz erreichte. Dies war bereits ihr sechster Deutscher Meistertitel. Den siebten Titel sicherte sie sich im März 2015 bei den Deutschen Meisterschaft Junioren-Juniorinnen.
Im September 2019 bestritt Eva Sauer ihr letztes Turnier und gab daraufhin auf ihrem Facebookprofil bekannt, nach 19 Jahren auf der Matte ihre Karriere offiziell zu beenden.
Eva Sauer wohnt im bayerischen Waldaschaff.

## Internationale Erfolge
| Jahr | Platz | Wettbewerb                              | Gewichtsklasse | Ergebnis                                                                                 |
| 2010 | 1.    | Junioren-EM (Cadets) in Sarajevo        | bis 43 kg      | vor Tatyana Omelçenko, Ukraine, A. Lenghen, Rumänien u. E. Uusi-Ranta, Finnland          |
| 2011 | 1.    | Junioren-EM (Cadets) in Warschau        | bis 46 kg      | vor J. Vakkila, Finnland, J. Styslo, Polen u. I. Vavrychyn, Ukraine                      |
| 2012 | 11.   | Junioren-EM (Cadets) in Kattowitz       | bis 49 kg      | Punktniederlage und ausgeschieden nach dem ersten Kampf.                                 |
| 2012 | 2.    | Junioren-WM (Cadets) in Baku            | bis 49 kg      | nach Siegen über N. Szenttamasi, Ungarn, R. Ravita, Indien u. A. Mamadova, Aserbaidschan |
| 2013 | 4.    | Nordhagen Classics (Seniors) in Calgary | bis 55 kg      | nach Sieg über E. Sellars Kanada                                                         |
| 2015 | 3.    | Junioren-EM in Istanbul                 | bis 51 kg      | nach Sieg über A. Carieri Italien                                                        |
| 2015 | 13.   | Junioren-WM in Salvador                 | bis 51 kg      | ausgeschieden nach dem zweiten Kampf.                                                    |
| 2016 | 10.   | EM in Russe                             | bis 55 kg      | vor K. Krawczyk                                                                          |

## Deutsche Meisterschaften
(nur Jugendbereich)
| Jahr | Platz | Gewichtskl. | Ergebnis                                                                                                  |
| 2007 | 1.    | bis 31 kg   | vor Samantha Blum, TuS Adelhausen, Luisa Niemesch, SV Germania Weingarten u. Eva Fischer, KSC Niedernberg |
| 2009 | 1.    | bis 37 kg   | vor Viviane Herda, KSV Witten, Lydia Nürnberger, AC Werdau u. Lisa Walter, SC Unterföhring                |
| 2010 | 1.    | bis 43 kg   | vor Annika Schmidt, RSV Frankfurt (Oder), Isabel Weis, ASC Bindlach u. Lydia Nürnberger, AC Werdau        |
| 2011 | 1.    | bis 46 kg   | vor Julia Stefan, KSV Sulzbach, Christina Gress, TSV Kottern u. Lydia Nürnberger, AC Werdau               |
| 2012 | 1.    | bis 49 kg   | vor Andrea Grasruck, ASV Neumarkt, Monja Rückert, RV Haibach u. Laura Hinsche, RC Germania Potsdam        |

(nur Frauenbereich)
| Jahr | Platz | Gewichtskl.  | Ergebnis |
| 2012 | 3.    | bis 51 kg KG | vor Lena Schuster, TSV Burgebrach, Laura Mertens, AC Ückerath und Peggy Kenn, SAV Torgelow                      |
| 2013 | 1.    | bis 55 kg KG | vor Michelle Lipfert, KSV Witten 07, Laura Mertens, AC Ückerath und Peggy Kenn, SAV Torgelow                    |
| 2014 | 7.    | bis 53 kg KG | |
| 2015 | 1.    | bis 51 kg KG | vor Luisa Springmann, SV Triberg, Vanessa Storm, AV Jgdk, Zella-Mehlis und Desireé Schäfer, SV Luftfahrt Berlin |

## Erläuterungen
- alle Wettkämpfe im freien Stil
- WM = Weltmeisterschaft
- EM = Europameisterschaft
- KG = Körpergewicht
- Cadets = Kadetten (jüngste zugelassene Altersklasse auf Europa- und Weltmeisterschaften)